# Westergaardodina
Genre
Westergaardodina est un genre appartenant à l'ordre des Paraconodontida et de la famille des Westergaardodinidae.
Ce sont des conodontes primitifs apparus au Cambrien et à l'Ordovicien.

## Espèces
- †Westergaardodina cf. ahlbergi
- †Westergaardodina amplicava
- †Westergaardodina ani
- †Westergaardodina asinina Bagnoli & Stouge, 2014[2]
- †Westergaardodina auris
- †Westergaardodina cf. behrae
- †Westergaardodina bicuspidata
- †Westergaardodina bohlini
- †Westergaardodina brevidens
- †Westergaardodina cf. calix
- †Westergaardodina communis
- †Westergaardodina concamerata
- †Westergaardodina curvata
- †Westergaardodina dimorpha
- †Westergaardodina excentrica
- †Westergaardodina fossa
- †Westergaardodina gigantea
- †Westergaardodina grandidens
- †Westergaardodina horizontalis
- †Westergaardodina kleva
- †Westergaardodina latidentata
- †Westergaardodina ligula
- †Westergaardodina lui
- †Westergaardodina matsushitai
- †Westergaardodina microdentata
- †Westergaardodina moessebergensis
- †Westergaardodina nogamii
- †Westergaardodina obliqua
- †Westergaardodina polymorpha
- †Westergaardodina procera
- †Westergaardodina proligula
- †Westergaardodina prominens
- †Westergaardodina quadrata
- †Westergaardodina sola
- †Westergaardodina tetragonia
- †Westergaardodina tricuspidata
- †Westergaardodina wimani